# Pont de la Libération de Villeneuve-sur-Lot
Le pont de la Libération permet le franchissement du Lot à Villeneuve-sur-Lot, dans le département français de Lot-et-Garonne.

## Historique
Dès 1894, la traversée du Lot par le seul pont des Cieutats est insuffisante. Il est alors décidé de construire un deuxième pont. Les premiers projets proposés sont des ponts métalliques. L'architecte de la ville d'Agen, Courau, a présenté un projet avec deux piles en pierre dans le Lot et un tablier métallique conçu par l'entreprise Grenier de Bordeaux. Ces projets vont être refusés pour préserver la navigabilité du Lot. En 1908 un projet de tramway et la saturation de la circulation sur le vieux pont rend indispensable la construction d'un deuxième pont.
En 1912, le projet présenté par Eugène Freyssinet, ingénieur des ponts et chaussées, est choisi par un jury présidé par Georges Leygues. C'est un pont d'une seule arche en béton massif de 96,25 m d'ouverture. C'est un record du monde pour ce type d'ouvrage au moment de sa présentation.
La Société Mercier, Limousin & Cie est formée en janvier 1914. Peu après, Eugène Freyssinet a quitté l'administration des Ponts et Chaussées et devient le directeur technique de la nouvelle société. Celle-ci a remporté l'appel d'offres restreint contre d'autres entreprises spécialisées en béton armé.
L'entreprise a aussitôt entrepris les travaux avec la réalisation des appuis et le montage des cintres nécessaires pour couler les deux arcs parallèles. La déclaration de guerre de la Première Guerre mondiale en août 1914 va perturber le déroulement du chantier. Pour éviter de laisser trop longtemps les cintres, les arcs ont été réalisés par du personnel non mobilisé. Eugène Freyssinet est alors mobilisé comme capitaine du Génie.
Les arcs sont décintrés en décembre 1915 en utilisant une méthode qu'Eugène Freyssinet avait déjà utilisée dans l'Allier, par vérinage de la clef de l'arc. Cette méthode permet de décintrer l'arc car en écartant les deux faces du joint placé à la clé, ils se soulèvent, libérant progressivement l'appui sur l'arc sur le cintre. Cette solution permet d'introduire un état de contrainte dans l'arc supérieur à celui dû au seul effet du poids propre de l'arc. Cela permet de contrôler les déformations élastiques de l'arc. Elle lui avait valu d'obtenir le prix Caméré de l'Académie des sciences au moment de la construction du pont Boutiron.
Eugène Freyssinet avait fait sur cette méthode de décintrement les commentaires suivant :
- « Au lieu d'accepter les conséquences élastiques de la mise en charge indirecte, on peut, comme je le fis à Villeneuve, créer, directement sur une voûte, un état d'élasticité déterminé auparavant par le constructeur »,
- « on peut également éliminer les contraintes dues aux charges en créant des contraintes de déformation en sens inverse des contraintes maximales déterminées par les charges et les surcharges »[1].

Cette méthode permet d'intervenir sur l'arc, à tout moment de sa "vie" en mettant en pression des vérins à la clé si on a prévu des réservations pour les mettre en œuvre.
Les travaux n'ont repris qu'en 1919 et le gros œuvre terminé dans la même année.
Le tramway a circulé sur le tablier entre 1923 et 1935.
Le pont a reçu le label « Patrimoine du XXe siècle » en 2007,.

## Description
Le tablier a une largeur de 10,90 mètres entre les parapets, comprenant deux trottoirs de 1,80 mètre de largeur et une chaussée de 7,30 mètres. La chaussée est prévue pour recevoir une voie de tramway dans son axe.
Le tablier s'appuie sur deux arcs de 3,03 mètres de largeur en béton de ciment non armé, distants de 4,90 mètres.
L'ouverture des arcs est de 96,25 mètres au niveau de l'étiage. Les arcs se poursuivent dans le terrain, donnant une portée de 98 mètres à 2,50 mètres de profondeur. C'était à l'époque de sa construction la plus grande portée pour un arc en béton non armé. L'emploi du béton non armé était la solution la plus économique.
La fibre moyenne de l'arc est approximativement le funiculaire des charges de poids propre qui correspond à une parabole du 6e degré.
L'épaisseur des arcs à la clé est de 1,45 mètre. L'épaisseur est augmentée au niveau de l'appui des arcs sur le rocher. De même la largeur des arcs est élargie de 3 à 4 mètres pour limiter la contrainte au sol.
Le béton des arcs est dosé à 350 kg/m3 de ciment. Le dosage de ce béton est porté à 600 kg/m3 de ciment privé de gros éléments pour les parements vus dans lesquels a été prévue une mouluration constituée par des profils triangulaires en creux.
Le tablier est porté par des piles en béton faiblement armé, revêtues de briques, comme les culées. Les piles sont couronnées de petits chapiteaux en briques. Elles ont une largeur de 3 mètres et une épaisseur variable suivant leur hauteur. Les piles supportent du côté extérieur un viaduc à plein cintre de 4 mètres de portée et de 1,80 mètre de largeur, parementé en briques, comme le parapet. Des entretoises épaisses en béton armé relient transversalement les piles en vis-à-vis.
La brique et les arcs en mitre du parement se réfèrent à la fondation médiévale de la ville, comme pour la construction de l'église Sainte-Catherine.

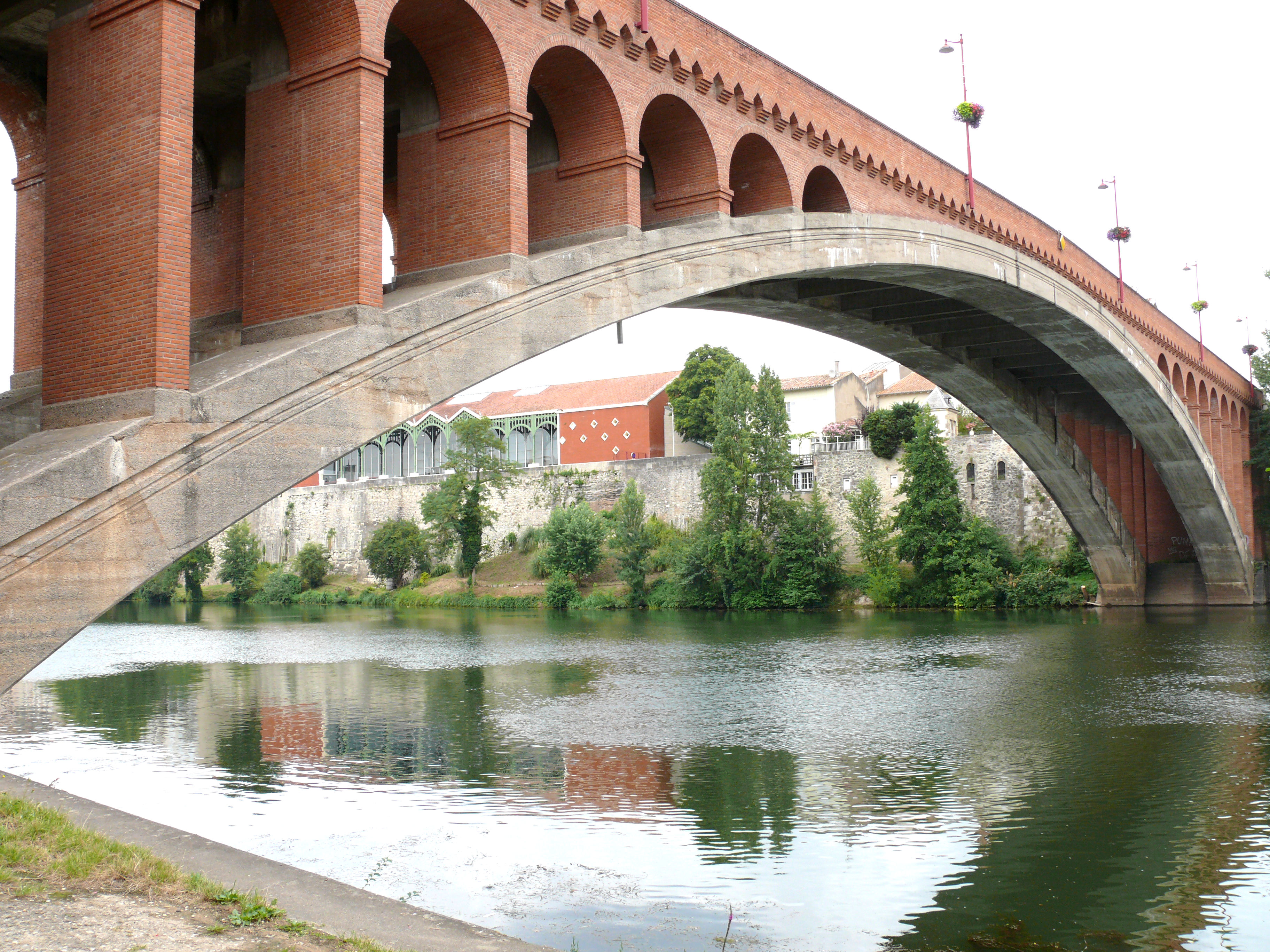
Élévation générale de l'arc avec sa mouluration
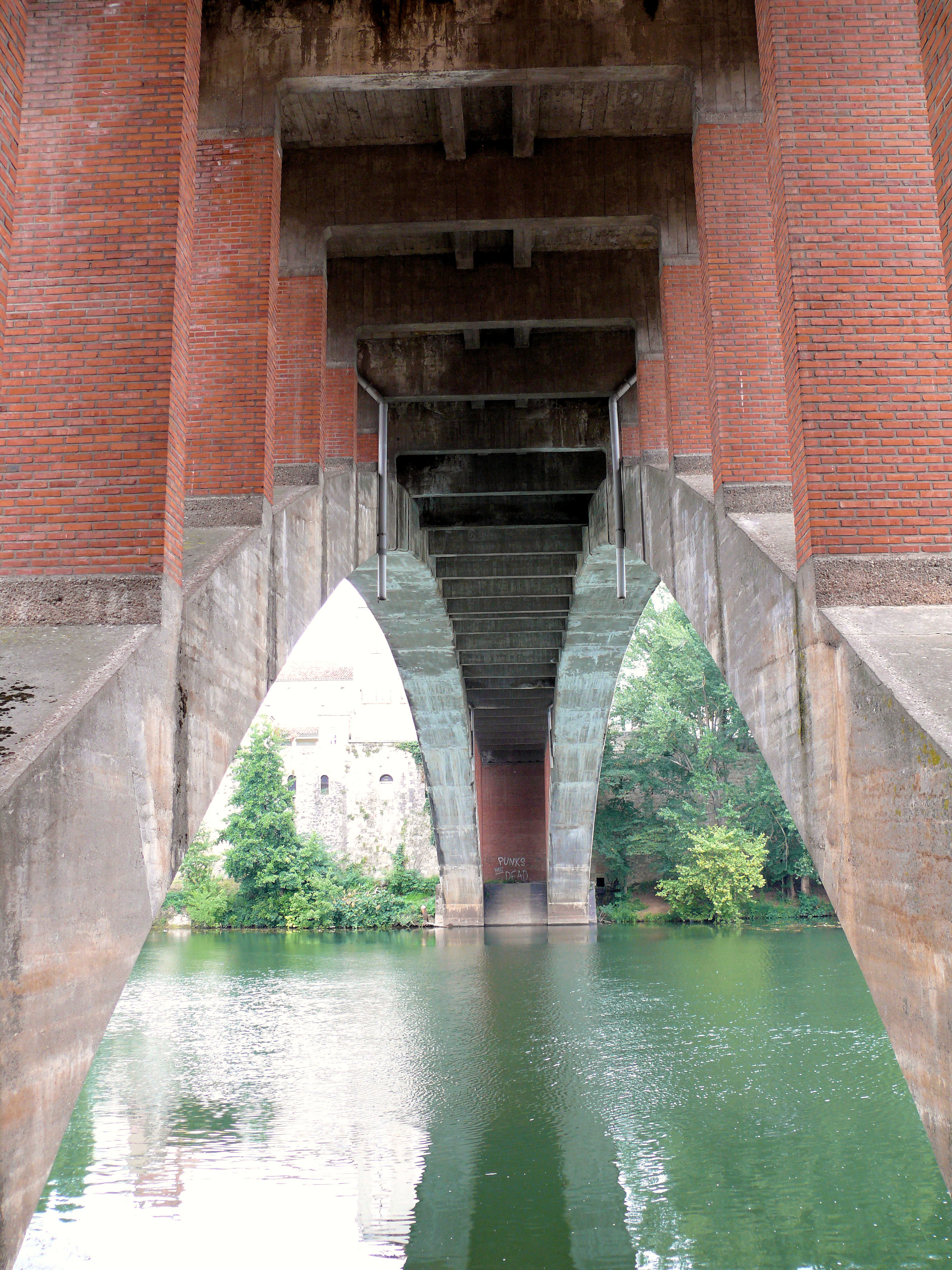
Les deux arc, les piles et les entretoises entrepiles
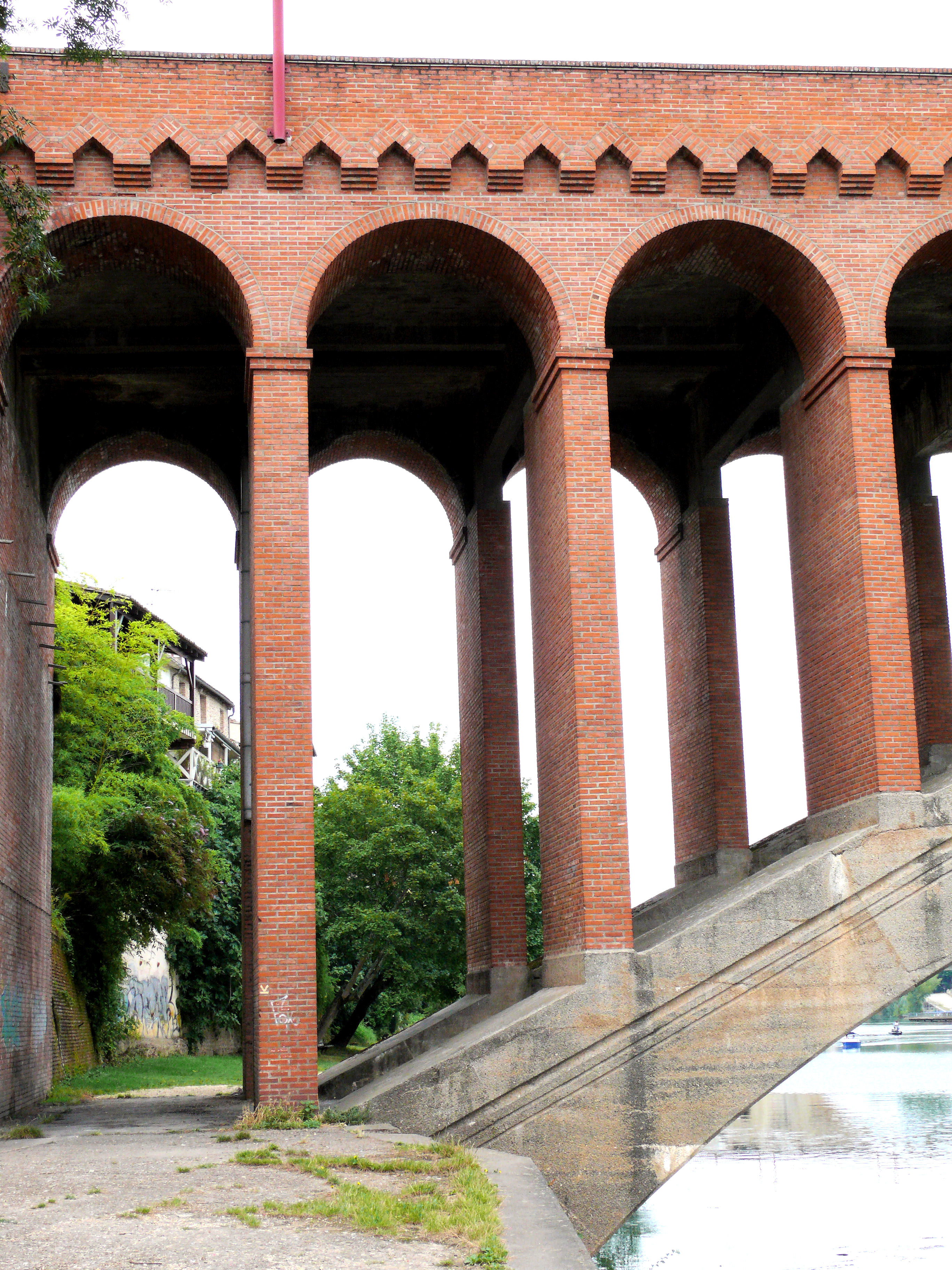
L'aspect du revêtement en briques